# Gouvernement ouvert
 (janvier 2025).

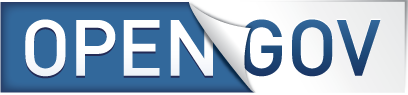
Gouvernement ouvert

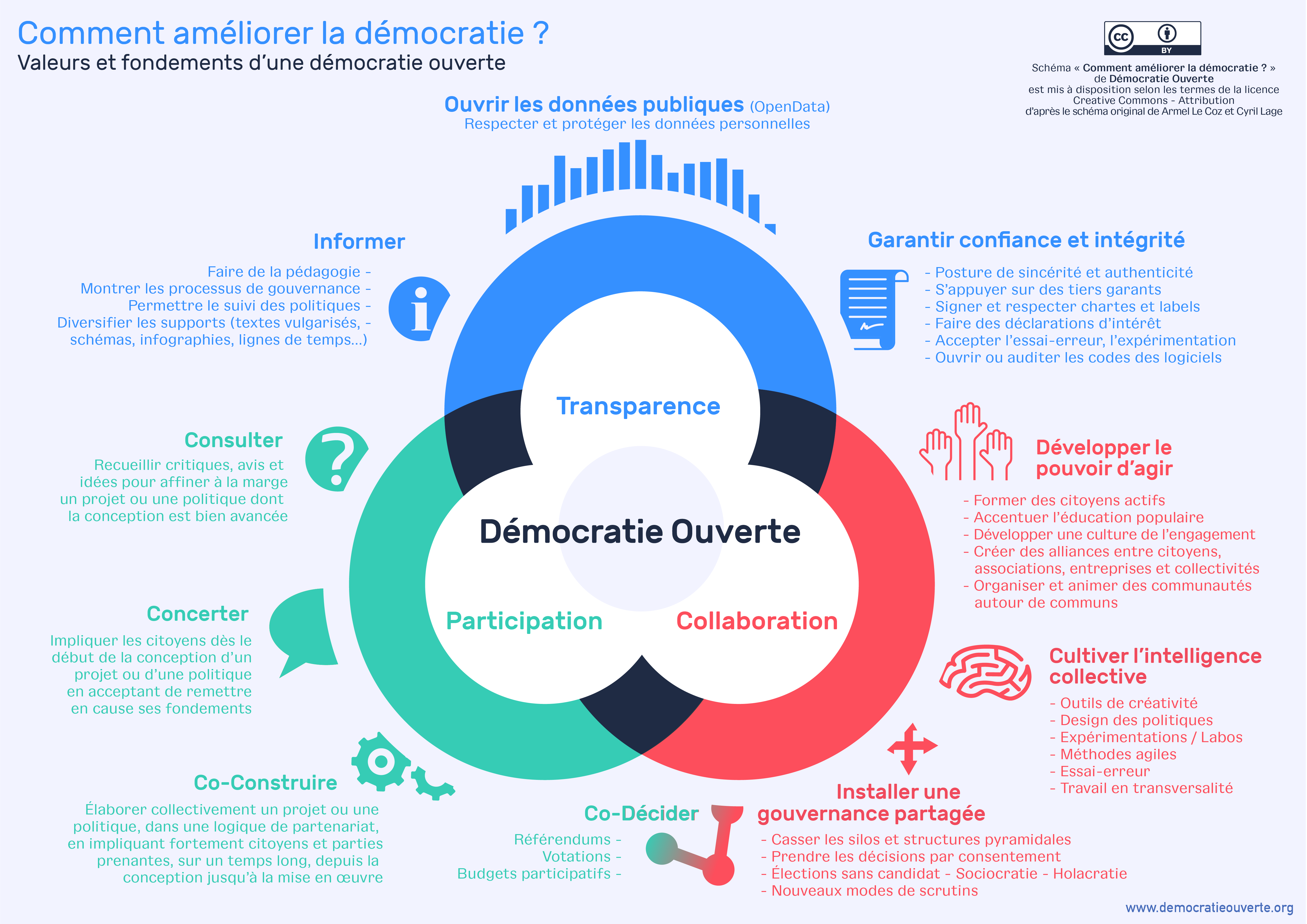
Schéma démocratie ouverte

Le gouvernement ouvert, ou démocratie ouverte (en anglais open government), est une doctrine de gouvernance qui vise à améliorer l'efficacité et la responsabilité des modes de gouvernance publique. Elle établit que les citoyens ont le droit d’accéder aux documents et aux procédures de leurs gouvernements afin de favoriser une transparence et une responsabilisation accrue et de donner aux citoyens les moyens nécessaires pour contrôler les décisions gouvernementales et locales, les superviser et y prendre part.

## Objectifs
La démocratie ouverte vise à promouvoir :
- la transparence, comme garant de la confiance entre citoyen et politique. Par exemple, par la publication des données publiques dans le cadre d'une stratégie de données ouvertes, ou par l'utilisation de logiciels libres par l'administration ;
- la participation citoyenne, en incitant le gouvernement à consulter et à écouter les citoyens pour la prise des décisions en mettant en place des canaux de communication avec eux ;
- la collaboration avec les composantes de la société civile pour une meilleure efficacité des modes de gouvernance.

Cette doctrine est fortement inspirée de la philosophie du mouvement du logiciel libre d'où l'utilisation de licences libres pour les données ouvertes et la recommandation d'utiliser des logiciels libres.

## Pays ayant adopté une politique sur le gouvernement ouvert
Plusieurs pays ont entrepris des démarches pour la mise en place d'un gouvernement ouvert, tels que la France, le Canada, la Belgique, les États-Unis, le Royaume-Uni et la Tunisie.
Une initiative multilatérale nommée Partenariat pour un gouvernement ouvert (PGO) a été mise en place à échelle mondiale ; elle réunit des représentants de l’État et de la société civile de 75 pays souhaitant agir pour la transparence de l’action publique et l’innovation démocratique.